# Флэтоу, Айра
Айра Флэтоу (Ira Flatow, род. 9 марта 1949 года, Нью-Йорк) — американский радио- и тележурналист.
Президент Science Friday (радиошоу) и TalkingScience, основатель последней.
Называемый научным корреспондентом-ветераном National Public Radio, он также работал для CBS, Westinghouse и CNBC, являлся участником передач Today Show, у Чарли Роуза, Мерва Гриффина, Опры Уинфри.
C 1966 года работает в радиовещании, с 1970 года в качестве журналиста занимается освещением научных новостей.
Лауреат премий Ниренберга (2010) и Айзека Азимова Американской гуманистической ассоциации (2012) и других отличий.

## Биография
Окончил Университет штата Нью-Йорк в Буффало (бакалавр инженерии, 1971), где в 2014 году был удостоен почётной докторской степени.
В 1969—1971 гг. репортёр и новостной директор радиостанции WBFO (Буффало, Нью-Йорк).
В 1971—1987 гг. продюсер и научный корреспондент утреннего выпуска главной новостной программы All Things Considered на National Public Radio.
С 1991 года исполнительный продюсер Science Friday.
Также работал и работает для других радиопрограмм и на телевидении.
Входит в исполнительный консультативный комитет Harlem Children Society.
Автор трёх книг и множества статей.
Почетный член Sigma Xi (2005).
Член Connecticut Academy of Science and Engineering (2008).
Почётный доктор Muhlenberg College (2013).
Среди других отличий:
- Carl Sagan Award for Public Appreciation of Science (1999)
- AAAS Science and Society Award (2000)
- Премия Элизабет А. Вуд (Elizabeth A. Wood[англ.]) от Американской кристаллографической ассоциации (2002)
- Public Service Award от National Science Board[англ.] (2005)
- Премия Ниренберга (2010)
- Премия Айзека Азимова Американской гуманистической ассоциации (2012)[1]

Женат с 1983 года на Мириам Флэтоу, трое детей.